# Surrey Heath
Surrey Heath es un distrito no metropolitano con el estatus de municipio, ubicado en el condado de Surrey (Inglaterra). Tiene una superficie de 95,09 km². Según el censo de 2001, Surrey Heath estaba habitado por 80 314 personas y su densidad de población era de 844,61 hab/km².